# Emma Dyke
Emma Dyke (Invercargill, 30 de junio de 1995) es una deportista neozelandesa que compite en remo.
Participó en dos Juegos Olímpicos de Verano, obteniendo una medalla de plata en Tokio 2020, en la prueba de ocho con timonel, y el cuarto lugar en Río de Janeiro 2016, en la misma prueba.
Ganó tres medallas en el Campeonato Mundial de Remo entre los años 2015 y 2019.

## Palmarés internacional
| Juegos Olímpicos   | Juegos Olímpicos          | Juegos Olímpicos  | Juegos Olímpicos |
| Año                | Lugar                     | Medalla           | Prueba           |
| ------------------ | ------------------------- | ----------------- | ---------------- |
| 2020               | Tokio (Japón)             | Medalla de plata  | Ocho con timonel |
| Campeonato Mundial |                           |                   |                  |
| Año                | Lugar                     | Medalla           | Prueba           |
| 2015               | Aiguebelette (Francia)    | Medalla de plata  | Ocho con timonel |
| 2017               | Sarasota (Estados Unidos) | Medalla de bronce | Ocho con timonel |
| 2019               | Ottensheim (Austria)      | Medalla de oro    | Ocho con timonel |